# Amalia van Solmsgalerij
De Amalia van Solmsgalerij is een galerij in het gebouw van de Eerste Kamer der Staten-Generaal aan het Binnenhof in Den Haag. De galerij bevindt zich op de tweede etage van het voormalig Stadhouderlijk Kwartier en verbindt de Mauritstoren met het Mary Stuart-kabinet. Zij geeft toegang tot de publieke tribune van de plenaire zaal van de Eerste Kamer. In verband met de renovatie van het Binnenhof is de galerij voor enige jaren ontmanteld.

## Geschiedenis
De galerij is vernoemd naar gravin Amalia van Solms, de echtgenote van stadhouder en prins Frederik Hendrik van Oranje, die in de zeventiende eeuw het door zijn halfbroer prins Maurits van Oranje gebouwde stadhouderlijk paleis uitbreidde en er zijn hofhouding had.
De vroegere galerij is vele jaren lang opgedeeld geweest in drie ruimtes: een koffieparlor, de keuken van het appartement van de huismeester dat zich in het gebouw van de Eerste Kamer bevond en de ambtenarenkamer. Vele generaties ambtenaren hebben in deze sobere ambtenarenkamer op dinsdagen gewerkt om hun bewindslieden te ondersteunen die in de plenaire vergadering van de senaat wetsvoorstellen verdedigden. De functie van de keuken kon worden beëindigd, nadat de laatste huismeester en zijn gezin het woonappartement in 2009 verlieten. Het voormalig appartement is nu als kantoorruimte in gebruik. De galerij is in 2012 door de Rijksgebouwendienst in de oorspronkelijke zeventiende-eeuwse staat teruggebrachten werd officieel in gebruik genomen op 17 december 2013.

## Portretten
In de galerij hangen ruim twintig portretten uit rijksbezit van vrouwen uit de hofhouding van Frederik Hendrik en Amalia van Solms, onder wie Emilia van Nassau-Beverweerd, Charlotte van Nassau-Odijk en Lady Mary Somerset. De meeste schilderijen zijn van de hand van de kunstschilder Gerard van Honthorst. Ook hangt er een portret van Willem van Nassau-Lalecq (1601-1627), de oudste natuurlijke zoon van prins Maurits van Oranje en Margaretha van Mechelen. Voorts bevindt zich in de galerij een vitrine met een authentiek ambtskostuum van een lid van de Eerste Kamer.
1. ↑  Eerste Kamer neemt Amalia van Solmsgalerij in gebruik, Eerste Kamer, 18 december 2013. Gearchiveerd op 31 mei 2019.